# Geoffrey fitz Peter, 1. Earl of Essex
Geoffrey fitz Peter, 1. Earl of Essex (auch Geoffrey Fitzpeter oder Geoffrey Fitzpiers, * um 1162; † 2. Oktober oder 14. Oktober 1213) war ein englischer Adliger und Justiciar von England.

## Herkunft
Geoffrey entstammte einer Familie des Ritterstands. Er war ein jüngerer Sohn von Piers de Lutegareshale, einem Ritter, der als Forstaufseher von Ludgershall diente, und dessen Frau Matilda. Sein älterer Bruder war Robert († um 1187), möglicherweise war ein weiterer Bruder von ihm Simon fitz Peter, der während der Herrschaft von König Heinrich II. mehrmals Sheriff von Northamptonshire, Buckinghamshire und Bedfordshire war. Geoffrey erwarb zumindest Grundkenntnisse der lateinischen Sprache und der Arithmetik. Dabei ist ungeklärt, ob er dies als jugendlicher Schreiber im Dienst der Justiciare Richard de Lucy oder Ranulf de Glanville oder im Haushalt von Thomas fitz Bernard, des obersten königlichen Forstrichters lernte. Geoffrey war offenbar schon früh ein enger Freund von Hubert Walter, einem Neffen von Glanvill, andererseits übernahm er nach dem Tod von fitz Bernard zahlreiche von dessen Ämtern.

## Aufstieg als Beamter und Richter unter Heinrich II.
Wann genau Geoffrey fitz Peter in den Dienst von Heinrich II. trat, ist nicht bekannt, da bereits 1166 ein Geoffrey fitz Peter in dessen Dienst genannt wird. Dabei handelt es sich aber wahrscheinlich um einen namensgleichen älteren Mann. Der jüngere Geoffrey fitz Peter begleitete zwischen 1181 und 1184 den König und den Justiciar Glanville in England und in der Normandie. Wahrscheinlich gehörte Geoffrey als Ritter dem königlichen Haushalt an. Schon bald stand der junge Geoffrey hoch in der Gunst des Königs. Er bezeugte mehrere königliche Urkunden und erhielt 1184 vom König £ 15 geschenkt. 1184 wurde er dann als Nachfolger von Thomas fitz Bernard Sheriff von Northamptonshire und oberster königlicher Forstrichter. 1188 diente er während einer von Ranulf de Glanville geleiteten Gerichtsreise als Richter. Obwohl er keine theoretische juristische Ausbildung hatte, gehörte er ab November 1188 als Richter dem königlichen Gerichtshof in Westminster an.

## Heirat und Gewinn des Mandeville-Erbes
Bevor Geoffrey in den Dienst der Krone trat, hatte er nur ein kleines Lehen mit einer Knight’s fee besessen. Bis 1189 erhielt er von Heinrich II. weitere Lehen in Essex, dazu erhielt er Lehen von weiteren Baronen, so dass seine Besitzungen beim Tod des Königs fast zwölf Knight’s fee umfassten. Dazu durfte er Beatrice de Say, eine Tochter und Teilerbin von William de Say, heiraten. Ihr Vater war 1184 ohne männliche Nachkommen gestorben, so dass Geoffrey vom König ihre Vormundschaft erwerben und sie heiraten durfte. Dann teilte er das Erbe mit William de Bocland, der Matilda, die andere Tochter von William de Say geheiratet hatte. Dadurch erwarb Geoffrey Landbesitz in Norfolk und in Huntingdonshire, wo er Kimbolton Castle erbauen ließ. Als Ende 1189 William de Mandeville, 3. Earl of Essex die Familie Mandeville im Mannesstamm ausstarb, hatte Geoffreys Frau Beatrice als Urenkelin von William de Mandeville, dem Großvater des 3.h Earls, einen Anspruch auf dessen Erbe. Das Erbe wurde jedoch auch von Beatrices Onkel Geoffrey de Say beansprucht, der über seine Mutter einen Anspruch erhob. Der königliche Kanzler William de Longchamp sprach das Erbe zunächst gegen eine Gebühr von 7000 Mark Geoffrey de Say zu. Als dieser jedoch die Summe nicht zahlen konnte, sprach der Kanzler das Erbe gegen 3000 Mark Geoffrey fitz Peter zu, was der König im Januar 1191 bestätigte. Die Erbansprüche von Matilda, der jüngeren Schwester von Geoffreys Frau, wurden dagegen von der Regierung ignoriert. Damit erwarb Geoffrey eine der größten Baronien Englands, die 110 Knight fee in zehn Grafschaften umfasste. Zentrum der Baronie war Pleshey Castle. Die jährlichen Einkünfte hieraus umfassten über £ 500. Geoffrey de Say erhob aber noch 1212 und nach Geoffrey fitz Peters Tod noch 1214 erfolglos Ansprüche auf das Mandeville-Erbe. Seine Klagen wurden abgewiesen, doch für Geoffrey fitz Peter musste sich immer bewusst sein, dass der Großteil seines Besitzes umstritten war und er deshalb auf die Gunst der Könige angewiesen war.

## Dienst für die Krone unter Richard I.
Ursprünglich wollte Geoffrey am Dritten Kreuzzug teilnehmen. Der neue König Richard I. entschied dann jedoch, dass Geoffrey als einer der fünf leitenden Beamten der beiden Justiciare in England bleiben sollte. Gegen eine Strafzahlung in unbekannter Höhe konnte Geoffrey von seinem Kreuzzugsgelübde zurücktreten. Geoffrey diente nun während der Abwesenheit des Königs als Baron of the Exchequer und als Sheriff von mehreren Grafschaften. Schon bald entfremdete er sich aber von William de Longchamp, der als Justiciar die Regierung dominierte. Geoffrey unterstützte den von Richard I. nach England zurückgeschickten Erzbischof Walter de Coutances, der im Herbst 1191 Longchamp stürzen konnte. 1192 führte Geoffrey zusammen mit William Marshal und Graf Johann ein Aufgebot, dass die Angriffe mehrerer walisischer Fürsten abwehrte. Als Graf Johann, der jüngere Bruder des Königs, 1193 aber gegen den in Gefangenschaft geratenen König rebellierte, unterstützte Geoffrey mit einem Kontingent von ihm geführter walisischer Fußsoldaten die Niederschlagung der Rebellion. 1194 wurde Geoffreys Freund Hubert Walter neuer Justiciar, und Geoffrey wurde rasch einer von dessen engsten Vertrauten. Dabei diente er weiter als Richter in Westminster, aber gelegentlich auch in Northampton, Oxford und Winchester sowie auf Gerichtsreisen. Damit war er zu seiner Zeit der einzige Magnat, der als höherer Richter diente. Durch seine Zusammenarbeit mit Hubert Walter erweiterte er seine juristischen Kenntnisse.

## Justiciar von England

### Nachfolge von Hubert Walter
Als Hubert Walter am 11. Juli 1198 sein Amt als Justiciar niederlegte, ernannte der König Geoffrey zu seinem Nachfolger. Allerdings stand Hubert Walter, der wenig später Kanzler wurde, seinem Freund und Nachfolger häufig als Ratgeber zur Seite. Kurz nach seiner Ernennung zum Justiciar stellte Geoffrey ein Heer auf, entsetzte das belagerte Painscastle, eine Burg von William de Braose in Wales, und schlug das Heer des walisischen Fürsten Gwenwynwyn von Powys vernichtend.

### Leitung des Schatzamts und der Verwaltung mehrerer Grafschaften
Zur Finanzierung der Kriege des Königs erhob Geoffrey die Steuern, wogegen sich die Abteien zur Wehr setzten. Bei der Steuererhebung galt Geoffrey als hart und setzte auch die Gebühren für die Bestätigung von Urkunden durch ein neues königliches Siegel sowie hohe Strafen bei Waldfrevel durch. Nach dem Tod von Richard sprach sich Geoffrey bei der Ratsversammlung in Northampton für Johann Ohneland als Thronfolger aus. Zum Dank erhob ihn Johann bei seiner Krönung am 27. Mai 1199 zum Earl of Essex. Dazu behielt Johann ihn im Amt des Justiciars. Als Johann seinen Halbbruder, Erzbischof Geoffrey von York, als Sheriff von York absetzte, da dieser die versprochene Gebühr für sein Amt nicht zahlen konnte, ernannte der König Geoffrey zu dessen Nachfolger. Später wurde er noch Sheriff von fünf weiteren Grafschaften, die er zeitweise zugleich hielt und durch Stellvertreter verwaltern ließ. Sein Amt als oberster Forstrichter hatte er dagegen nach seiner Ernennung zum Justiciar niedergelegt. Sein Nachfolger wurde Hugh de Neville, wobei sich Geoffrey als Justiciar selbst noch zeitweise um die Durchsetzung der königlichen Forsthoheit kümmerte. Dazu übernahm Geoffrey die Verwaltung mehrerer  königlicher Burgen wie Dover, Northampton und Winchester Castle sowie des Tower of London.

### Leitung der Justiz
Während der Amtszeit von Geoffrey änderten sich die Aufgaben des Justiciars entscheidend. Bislang hatten die Justiciare während der häufigen Aufenthalte der Könige in ihren französischen Besitzungen England quasi als Vizekönige verwaltet. Johann Ohneland hatte in einem Krieg mit Frankreich bis 1204 den Großteil der französischen Besitzungen verloren. In der Folge hielt er sich meist in England auf und übernahm selbst die Leitung der Verwaltung. Geoffrey behielt aber die Leitung des Schatzamts, wobei Geoffrey of Buckland, der vermutlich ein jüngerer Bruder von Geoffreys Schwagers William de Bocland war, die eigentliche Leitung des Schatzamts übernahm. Geoffrey selbst agierte weiter als oberster Richter. Er leitete Gerichtsreisen und ernannte und überwachte die Richter in Westminster. Im Tower of London entstand ein ständiges Büro des Court of Common Pleas, womit der Gerichtshof für die Bevölkerung leichter zugänglich wurde. Zum Gefolge des Königs, der als Reisekönig durch England umherzog, gehörten allerdings auch eigene Richter. Damit entstand unter der Aufsicht des Königs der coram rege als eigener Gerichtshof, dessen Zuständigkeit vom Court of Common Pleas nicht klar abgegrenzt war.

### Erweiterung seines Landbesitzes
Nachdem König Johann seinen Justiciar zu Beginn der Herrschaft zum Earl erhoben hatte, schenkte er ihm später noch weitere Besitzungen, darunter 1205 die Honour of Berkhamsted, die 22 Knight’s fee umfasste. Bereits 1184 hatte Geoffrey eine erste Vormundschaftsverwaltung übernommen. Während der Herrschaft von Richard I. übernahm er weitere Vormundschaftsverwaltungen, die ihm beträchtliche Einkünfte brachten, und allein während der Herrschaft von Johann Ohneland übernahm er zwölf Vormundschaftsverwaltungen. Allerdings musste er sowohl für die Lehen wie auch für die Vormundschaftsverwaltungen, die er während der Herrschaft von Johann Ohneland erhielt, Gebühren an den König zahlen. Im Vergleich zu den Summen, die der König von anderen Baronen forderte, waren die von Geoffrey aber moderat, und die Zahlung der Gebühren zog sich teils über Jahre hin. Geoffrey war auch nicht so begierig nach einträglichen Vormundschaftsverwaltungen wie sein Freund Hubert Walter. Im Gegensatz zu anderen Richtern seiner Zeit gibt es bei Geoffrey auch nur wenige Hinweise darauf, dass Geoffrey sich trotz seiner Machtfülle zu Unrecht Landbesitz angeeignet hatte.

### Bedeutungsverlust, letzte Jahre und Tod
Im Zuge einer Neuorganisation der Vergabe der Sheriffsämter verlor Geoffrey zusammen mit zahlreichen anderen Amtsinhabern 1204 seine Ämter als Sheriff, was aber nicht als Zeichen eines Misstrauens des Königs gegenüber Geoffrey gilt. Über die Neueinsetzung des Erzbischofs von Canterbury kam es 1208 zu einem erbitterten Streit zwischen Johann Ohneland und Papst Innozenz III. Mehrfach diente Geoffrey als Unterhändler bei Verhandlungen mit päpstlichen Gesandten und mit dem vom Papst ernannten Erzbischof Stephen Langton. Die Verhandlungen blieben aber ohne Ergebnis, so dass der Papst 1209 den König exkommunizierte. Nach der Exkommunikation des Königs wurde der Court of Common Pleas in Westminster geschlossen, so dass der coram rege am Königshof alleiniges oberstes Gericht wurde und Geoffreys Einfluss auf die Gerichte abnahm. Auch politisch verlor Geoffrey an Einfluss. Nach 1210 gewann Peter des Roches, Bischof von Winchster, zunehmend Einfluss auf den König, während bis 1212 Richard Marsh und William Brewer, zwei vertraute Beamte des Königs, zunehmend die Finanzpolitik bestimmten. Dennoch gibt es keine offenen Anzeichen, dass der König das Vertrauen in seinen obersten Beamten verloren hatte oder dass Geoffrey gar mit der Adelsopposition gegen den König sympathisierte. 1210 führte er an der Grenze zu Wales ein Heer gegen den rebellierenden Baron William de Braose, und im Mai 1211 war Geoffrey einer der Kommandanten von Johanns erstem, aber erfolglosen Feldzug gegen Fürst Llywelyn ab Iorwerth. Als der König 1213 zu einem Feldzug nach Frankreich aufbrechen wollte, blieb Geoffrey neben Peter des Roches von Winchester als Regent von England zurück. Er leitete mit die Ratsversammlung in St Albans am 4. August 1213, wo er die mit der Regierung unzufriedenen Barone zur Einhaltung der Gesetze von Heinrich I. ermahnte. Er starb kurz darauf, sein Nachfolger wurde Peter des Roches.

## Geistliches Stiftungen und Streit mit Walden Abbey
Zu dem Erbe der Mandevilles gehörten große Ländereien in Essex, darunter die Priorei von Walden. Während das Erbe noch umstritten war, wandten sich die Mönche am 1. August 1190 an Richard von Ely, Bischof von London, um ihr Haus in eine Abtei umzuwandeln. Geoffrey erklärte darauf, dass die Mönche seine Rechte verletzt hätten und besetzte ihr Land. Der Bischof von London exkommunizierte darauf Geoffrey, was von William de Longchamp bestätigt wurde. Dennoch befehdete Geoffrey weiter die Priorei und schloss erst während der Herrschaft von König Johann Ohneland einen Ausgleich mit der Abtei.
Trotz dieses Streits machte Geoffrey eine Reihe von Schenkungen zugunsten der Kirche, wobei diese Schenkungen im Rahmen des damals üblichen für einen Mann seiner Stellung waren. Er gründete um 1193 das Priorat in Shouldham in Norfolk. Dort ließ er seine erste Frau Beatrix beisetzten und dort wurde er auch nach seinem Tod beigesetzt. Auf seinem Sterbebett hatte ihm der päpstliche Legat Nikolaus von Tusculum noch eine Schenkung von 2000 Mark zugunsten der Kreuzfahrerstaaten abgerungen, da Geoffrey trotz mehrerer Aufforderungen des Papstes seinen vor 1189 geleisteten Kreuzzugseid nie eingelöst hatte.

## Familie und Nachkommen
Mit seiner ersten Frau Beatrice hatte er mehrere Kinder, darunter:
- Geoffrey FitzGeoffrey de Mandeville, 2. Earl of Essex, ⚭ (1) Matilda, Tochter von Robert FitzWalter, ⚭ (2) Isabel, 3. Countess of Gloucester
- William FitzGeoffrey de Mandeville, 3. Earl of Essex ⚭ Christina, Tochter von Robert FitzWalter
- Henry
- Maud ⚭ Henry de Bohun, 1. Earl of Hereford

Beatrix de Say starb um 1197 im Kindbett. In zweiter Ehe heiratete Geoffrey Aveline de Clare († zwischen 1220 und 1225). Sie war eine Tochter von Roger de Clare, 2. Earl of Hertford und Maud de St Hilary sowie die Witwe von William de Mountchesney. Geoffrey hatte am 7. Mai 1204 die Vormundschaftsverwaltung für den Erben von Mountchesney erworben und heiratete dann auch dessen Witwe. Mit ihr hatte er einen Sohn:
- John fitz Geoffrey

Die Tochter von Aveline aus ihrer ersten Ehe verheiratete Geoffrey mit John, dem Erben der Herrschaft Walhull, dessen Vormundschaft er erworben hatte.
Nach seinem Tod erbte sein ältester Sohn Geoffrey das Mandeville-Erbe und den Anspruch auf den Titel Earl of Essex. Geoffrey starb aber bereits 1216, worauf der zweite Sohn William die Besitzungen und den Titel erbte. Dieser starb aber kinderlos, und da Geoffreys dritter Sohn Henry Geistlicher geworden war, fiel das Mandeville-Erbe an Geoffreys Tochter Maud und ihren Ehemann, den Earl of Hereford. Der Titel Earl of Essex erlosch. John fitz Geoffrey, Geoffreys Sohn aus seiner zweiten Ehe, erbte nach dem Tod seines Vaters die Honour of Berkhamstead.

## Nachwirkung
Geoffrey galt trotz seiner Härte als fähiger Beamter, der eine Stütze von Johanns Herrschaft war und ihm treu diente, auch wenn der König ihn angeblich nicht mochte. Als Vertreter des tyrannischen Königs war er bei den Baronen verhasst und galt als einer der schlechten Ratgeber des Königs. Matthew Paris schilderte Geoffrey fitz Peter als die feste Säule des Königreichs, ein Mann von edler Gesinnung, gesetzeskundig und erfahren in der Finanzpolitik und allen hohen Ämtern, blutsverwandt oder verschwägert mit allen Adligen Englands, weshalb der König ihn mehr als alle anderen Menschen fürchtete und ihn nicht liebte, denn er hielt die Zügel Englands fest in der Hand. Als er starb, trieb England auf hoher See wie ein Schiff ohne Steuermann.
Die Ermahnung Geoffreys auf der Ratsversammlung von St Albans, die Gesetze von Heinrich I. einzuhalten, bestärkte die mit Johanns Herrschaft unzufriedenen Barone, ihre „alten“ Rechte einzufordern. Nach Geoffreys Tod kam es 1215 in England zum Krieg der Barone und zum Abschluss der Magna Carta. Sowohl Geoffrey wie auch William, zwei seiner Söhne, gehörten 1215 zu den gegen den König rebellierenden Baronen.